# 古德明
古德明（英語：Koo Tak Ming，1953年11月13日—），生於廣東中山石岐，香港英語教育作家、時事評論家。

## 背景

### 早年生活
古德明在1957年搬遷至澳門定居，母親是一名車衣女工，而父親則是位於澳門水坑尾大井頭的宏漢學校的中文老師；古德明於該校就讀小一至小五年級。1964年再遷至香港，及後就讀於香港潮商學校（小五及小六，1966年畢業）及聖保羅書院（1966年入讀）。就讀後者時與前香港電台助理廣播處長（電台及節目策劃）張文新為同班同學。當時，古德明與家人同住於香港島西營盤，家人把寓所間成數間房間分租出去收租以賺取生活費。

### 投身教育界
古德明在聖保羅書院完成中一至中七年級，高中時為一名文科生；他在中六時以自修方式考入香港中文大學，同時完成中七的大學入學試。1976年，古德明在香港中文大學崇基學院英文系以全系第一名的成績畢業，自己因批評文化大革命，並未獲得任何獎學金。1981年考獲香港大學中文系哲學碩士學位。古德明曾在聖貞德中學任英文教師，後於香港大學新聞組擔任翻譯員，1986年任職於中文大學人事組，1989年曾任《明報月刊》總編輯，1991年出任香港科技大學翻譯組主管。1997年曾隨家人移民紐西蘭，1998年回流香港。回港後在香港教育學院當資訊主任；一年多後不獲時任香港教育學院語文教育學院院長陳永明續約。

### 創作與論政
古德明之後於香港的《蘋果日報》“生活名采”版每日撰寫專欄“東拼西湊”，回答讀者關於英語、中文和時政的提問；以及星期六於“論壇”版撰寫另一時事評論專欄“常山月旦”，非議中國及香港時弊。另外，古德明亦在《讀者文摘》擔任特約編輯，翻譯英文版讀者文摘為中文，及曾於香港免費報紙《AM730》設有“中華正聲”專欄，旨在扶持正統中文，批評中共現代漢語，但因政見與報社相左，已於2014年停刊。

## 家庭生活
古德明已婚，其妻為其任職香港教育學院時的舊同事。

## 筆戰
古德明經常評點名人學者的中英文錯誤，然而一些被批評者並不認同他的意見，較主要的筆戰如下：

### 中文
- 在《蘋果日報》《常山月旦》專欄，就陳永明主持的節目《中文一分鐘》內「層出不窮的悖謬」，與該節目的負責人展開筆戰。[15]
- 在《蘋果日報》《征服英語》專欄，就可立中學一中文教師贈予當時教統局常任秘書長羅范椒芬的「古典詩」(實為藏頭詩︰羅范椒芬功在教苑)作批評，指這首詩平仄、對仗及文辭出了問題，其後與一名教師展開筆戰。

### 英文
- 在《明報》《英語聞問切》專欄，就一篇香港某大學的公函內的英文文法訛錯，與瑪利亞書院英文學會展開筆戰。[16]
- 在《明報》《英語聞問切》專欄，多次指出陸谷孫主編的《英漢大詞典》內容有誤，及指該字典聲稱的「獨立研編」是假的，因為詞典中例句大量剽竊英美英文詞典，還有反駁陸氏於《亞洲字典會議》發表、針對古氏指控的駁論[17]。
- 在《蘋果日報》《征服英語》專欄，就英語Ensign（艦旗或商船旗）的使用問題，與名流鄧永鏘展開筆戰，及後兩人斷斷續續就英語文法互相批評。古最終拋下戰書，以「每題賭一萬港元」，賭他跟鄧討論的八個英語問題誰對誰錯，但是鄧沒有應戰。[18]
- 於《蘋果日報》《征服英語》專欄就唐英年的一句「I think that is completely rubbish that」與讀者筆戰了數天[19][20]。

## 著作

### 時事評論
- 《常山月旦》七集 -- 次文化堂出版
- 《明月晚濤》三集—次文化堂出版
- 《以古非今》甲至丁篇—次文化堂出版
- 《胡不仆街》 -- 香港蘋果日報 二零零九年四月四日（[https://web.archive.org/web/20090407075233/http://www1.appledaily.atnext.com/template/apple/art_main.cfm?iss_id=20090404&sec_id=4104&subsec_id=15337&art_id=12602042&coln_id=263%5D%EF%BC%89

### 英語學習
- 《古德明英語典藏──從對話速學地道英語》-- 紅出版(青森文化)
- 《英語對錯——字典不教你的141個英文用法》-- 紅出版(青森文化)
- 《聽講英語Easy Way》-- 青桐社出版
- 《為甚麼說不好英語》-- 青桐社出版
- 《英語聞問切》1-25集 -- 明窗出版社出版(本系列第26集後作者為魯效陽先生)
- 《征服英語》1-6集—次文化堂出版
- 《英文，放馬過來！—文字的意義和差異》-- 青桐社出版
- 《英文其實不困難—文字的正確用法》-- 青桐社出版
- 《錯英文．大道理》-- 青桐社出版
- 《好壞英語》--  亮光文化有限公司

### 文化研究
- 《尋根究底》三集—次文化堂出版

### 散文
- 《少年翰墨》 -- 次文化堂出版
- 《少年殊調》 -- 次文化堂出版

### 譯著
- 《西洋詼諧小品新譯》 -- 明窗出版社出版
- 《西洋幽默小品新譯》 -- 明窗出版社出版
- 《泰西筆記小說選》 -- 次文化堂出版
- 《泰西筆記小說選2》 -- 次文化堂出版

### 中文專著
- 《實用中文商務公函寫作》 -- 明窗出版社出版
- 《中華正聲》 -- 次文化堂出版